# Molophilus pustulatus
Molophilus pustulatus är en tvåvingeart som beskrevs av Alexander 1946. Molophilus pustulatus ingår i släktet Molophilus och familjen småharkrankar. Inga underarter finns listade i Catalogue of Life.